# Вікові та меморіальні дерева України
Вікове дерево — це дерево, яке має біологічну, культурну або естетичну цінність зважаючи на його значний вік, а також розміри або стан). Всі вікові дерева являють величезний інтерес, адже кожне таке дерево є свідком минулого, що вижив, і є реліктом колишнього ландшафту.
Меморіальне дерево — дерево, назване на честь якої-небудь відомої історичної події або особи, що його відвідала (в реальності чи за легендою), у зв'язку з чим має історичну цінність і нерідко вшановується у місцевих жителів.
Вікові та меморіальні дерева в силу своїх історичних, біологічних, наукових, патріотичних, естетичних, символічних, духовних, внутрішніх цінностей можуть бути захищені державою, відповідно до Закону України «Про природно-заповідний фонд України», і уважатися ботанічними пам'ятками природи .

## Охорона вікових і меморіальних дерев в Україні
Перша робота про вікові деревах на території України була опублікована в 1883 р. О. Накропіним. У 1914 р. поміщиця Заньковецького повіту Полтавської губернії Токарська передала під охорону Полтавського земства старий дуб. Хортицьке товариство охоронців природи займалося охороною вікових дубів у 1910-1914 рр.. У 1910 р. польський ботанік М. Рациборський опублікував підсумки інвентаризації вікових дерев в Західній Україні. Глава Греко-католицької церкви митрополит Андрей Шептицький 1937 р. видав заборону на рубку старих дерев біля церков. У 1932 р. в Радянській Україні під охорону держави було взято 11 вікових дерев, а до 1935 р. на Західній Україні було взято під охорону 103 вікових і меморіальних дерева. У 1960-х роках Українським товариством охорони природи було розгорнуто роботу з виявлення та охорони вікових дерев, опубліковано праці на цю тему. До початку 1960-х років було виявлено 1800 вікових дерев, з яких заповідано кілька десятків. На 1975 р. в Україні було заповідано 616 вікових дерев. На даний момент в Україні заповідниками вважаються близько 2800 вікових і меморіальних дерев. Найбільше заповідних дерев взято під охорону держави у Львівській , Тернопільській областях та у м. Києві.
Найстарішими деревами України уважаються 2000-річна олива (Крим, Нікітський ботанічний сад) і 2000-річний ялівець (Крим, мис Сарич під Севастополем) . Крім цього в Україні росте 43 дерева, що мають вік близько 1000 років. Серед них 9 дубів (4 — у Черкаській області, 1 — у Рівненській, по 2 у Львівській і Закарпатській областях), а також 34 дерева, що мають вік близько 1000 років росте в Криму, серед них 14 — ялівців, 4 — фісташки, 1 — олива, 1 — самшит, 5 — суничників і 9 — тисів .

### Історія
Екологи України розпочали на початку 21 ст. пошуки ветеранів рослинного світу України. Мета — дослідити стан справ в цій галузі. Цим займаються не тільки в Україні, а і в багатьох західноєвропейських країнах. В прадавній історії людства зафіксоване шанобливе ставлення до окремих рослин і особливо до старих дерев. Вони віднайдені в Німеччині, Франції, в Сполучених Штатах тощо.
Екологи України на 2009 рік виявили близько ста п'ятдесяти (150) стародавніх дерев . Зробили спробу паспортизації (наукового опису) ветеранів рослинного світу. Серед виявлених - шістнадцять старовинних дерев мають вік близько 1.000 років. Рослини зосереджені не тільки в теплому Криму. Так, вісім дубів-«тисячників» ще живі в Львівській, Рівненській, Закарпатській та Черкаській областях.
Але ветеранами є не тільки дуби. В місті Бучачі росте 700-річна липа. Так, в Криму ростуть дві фісташки (Pistacia mutica), суничник дрібноплідний (Arbutus andrachne), три тиси, два ялівці, вік яких теж досягає 1000 років.

### Кепське ставлення до ветеранів рослинного світу
Екологи України виявили також вкрай кепське ставлення до стародавніх дерев і рослин. Воно йде традиційно від зниклого СРСР, де не переймались екологічними проблемами, не вкладали відповідних зусиль в природоохоронні галузі, зневажливо ставились як до цілих народів, так і до природних об'єктів, де мешкали ці народи. Чого вартий лише план зміни напрямку сибірських річок на південь — без прорахування віддалених наслідків такого насильницького втручання в природу. Була і залишається низькою культура ставлення до рослинного світу і серед народів України, роками примушених до виживання. Процес ганебного ставлення до ветеранів-рослин так і залишився не скерованим на покращення.
Ветерани рослинного світу України часто не заповідані, дерева десятиліттями не обстежувались і не лікувались, нічим не огороджена їх більшість. Не проводяться лікування стовбурів, не ставлять підпори під великі гілки, що загрожує їх пошкодженням і обвалом під час буревіїв. В реальному житті ветеранів рослинного світу України ніхто не охороняє і ніхто не захищає ні від природних лих, ні від агресії байдужих до всього людей. Високі дерева України негайно потребують обладнання блискавковідводами, як і високі архітектурні споруди. Але цього не зроблено для жодного з дерев-ветеранів. Серед шістнадцяти дерев-ветеранів під охорону поставлено лише три дерева (станом на 2009 р.), котрим пощастило зрости на територіях ботанічних садів.
Опіку над деревами-ветеранами України узяв на себе Київський еколого-культурний центр. Але всі дерева-ветерани розташовані далеко від Києва, що робить їхню охорону вкрай неефективною, як і лікування дерев-ветеранів, хоча на лікування цих пам'яток рослинного світу потрібно близько трьох тисяч гривень на кожне. І такі гроші є, бо їх виділяло Міністерство природи України.

## Національні дерева України
У грудні 2009 р. наказом Міністерства охорони навколишнього середовища України було затверджено проведення конкурсу «Національне дерево України». Згідно з положенням про проведення конкурсу, будь-який громадянин України або організація могли номінувати дерево і брати участь у його обранні. Було визначено чотири номінації:
- найстаріші дерева; в номінації брало участь 9 дерев віком від 300 (каштан Петра Могили в Києві) до 2000 років (маслина в Нікітському ботсаду);
- меморіальні дерева — 10 дерев, пов'язаних з життям і діяльністю знаменитих людей;
- історичні дерева — 8 дерев, пов'язаних з історичними подіями або є історичними символами;
- Естетично цінні дерева — 8 дерев[1].

Конкурс проводився з лютого до 1 липня 2010 р. 6 липня за підсумками конкурсу вийшов наказ Мінприроди України про присвоєння звання 17 деревам. На презентації Національних дерев України, яка проходила в Київському зоопарку 13 липня 2010 р. були присутні понад 40 українських та зарубіжних журналістів, подія висвітлювалося 14 телеканалами. Після презентації було організовано екскурсію до єдиного дерева Києва, що отримало звання — дуба Грюневальда. 2 вересня 2010 р. відбулося перше урочисте нагородження Національного дерева України.

## Список Національних дерев України

### Найстаріші дерева України
- маслина віком близько 2000 років у Нікітському ботанічному саду, найстаріше дерево України — 1 місце в номінації;
- фісташка віком 1700 років у Нікітському ботсаду - 2 місце;
- дуб Чемпіон віком 1300 років поблизу села Стужиця Великоберезнянського району Закарпатської області, найстаріший дуб України - 3 місце.

### Меморіальні дерева України
- липа Богдана Хмельницького віком 800 років біля шосе Сасів — Колтів у Золочівському районі Львівської області (за легендою, під цією липою відпочивав Богдан Хмельницький) — 1 місце;
- три дуби Тараса Шевченка віком 1000 років в селі Будище Звенигородського району Черкаської області (дуби пов'язані з ім'ям Т. Шевченка, який служив у цьому селі) — 2 місце;
- дуб Максима Залізняка віком 1000 років в селі Буда Чигиринського району Черкаської області — 3 місце.

### Історичні дерева України
- Запорізький дуб віком 700 років у правобережній частині м. Запоріжжя, символ козацької слави — 1 місце;
- Юзефінський дуб віком 1000 років у селі Глинне Рокитнівського району Рівненської області — 2 місце;
- «Золота липа» віком 600 років в місті Бучач Тернопільської області, під якою в XVII ст. був підписаний мирний договір між Польщею і Туреччиною — 3 місце;
- мигдаль віком 200 років у Севастополі на Малаховому кургані  -— 3 місце;
- дуб Франца Йосифа віком 120 років у селі Лисовичі Стрийського району Львівської області — 3 місце.

### Естетично цінні дерева України
- дуб Грюневальда віком 900 років в Конча-Заспі під Києвом, найстаріше дерево Києва — 1 місце;
- Суничник Єни віком 1300 років в селищі Ореанда (Крим), знайдений в 1964 р. географом В.Г. Єною — 2 місце;
- Князівська яблуня віком 250 років у м. Кролевець Сумської області, що складається з близько 10 «танцюючих» стовбурів — 3 місце;
- Монастирський дуб віком 800 років у Мезинському національному парку (Чернігівська область), який називають найвищим і найстрункішим древнім дубом України — 3 місце[1][11].

## Охорона вікових дерев в інших країнах
Одними з перших охороною вікових дерев стали займатися в Англії ще в XVII ст.. Першу книгу про вікові дерева — дуби Нотінгема було опубліковано у Великій Британії ще в 1790 р. У Вікторіанську епоху одному з найстаріших дубів Англії — 1000-річному дубу Мейджора було надано лікувальну допомогу. Інтерес до охорони вікових дерев у Великій Британії стимулюється різними телевізійними програмами — "Дерева в часі і просторі", "Зустрічі з чудовими деревами". В 2000 р. у Великій Британії затверджено список "50 великих британських дерев". В даний час у Великій Британії заповідано 22000 вікових дерев, в Польщі охороні підлягають 53 тис. вікових дерев, в Італії — 22 тис. дерев . У США великим попитом користуються різні ілюстровані довідники, наприклад, "Природна історія дерев західного світу", деякі вікові дерева стають символами міст, де вони виростають. У Польщі перше лікування старого дерева було організовано в 1920 р. На лікування найстарішого дуба Польщі - дуба Бартека держава виділила в 2005 р. 100 тис. злотих, для підтримки дерева було встановлено 12 металевих підпорок, а також на його верхівці укріплений громовідвід. Польські ентузіасти описали понад 1500 старих дерев Біловезької пущі, створили спеціальні сайти про них, на яких розмістили понад 8000 фотографій і 300 фільмів.

## Лікування вікових дерев
Міжнародний досвід захисту вікових дерев свідчить про те, що самих лише заходів із заповідання вікових дерев недостатньо. Багато старих дерев гине через удари блискавок, буревії, гнильні процеси в їхніх дуплах. Тому фахівці з охорони вікових дерев проводять комплекс лікувальних заходів — пломбують дупла (в Україні — церезитом), ставлять під великі важкі скелетні гілки підпірки, прив'язують їх канатами до стовбура, огороджують дерева і підживлюють їх за допомогою добрив.

## Фотогалерея

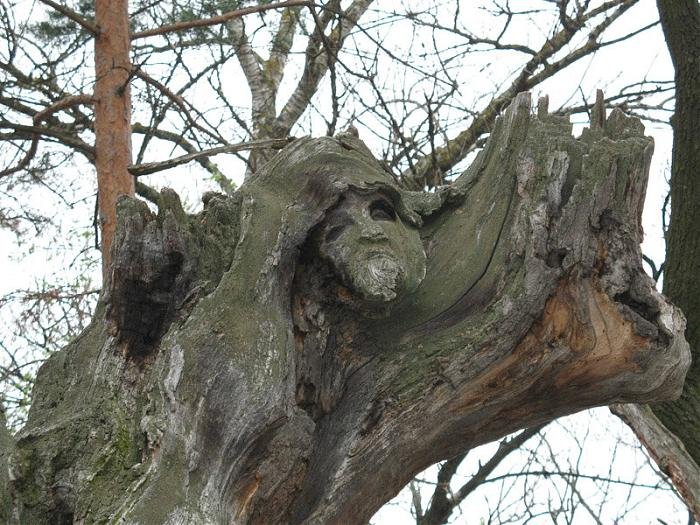
Фрагмент дуба Ґрюневальда
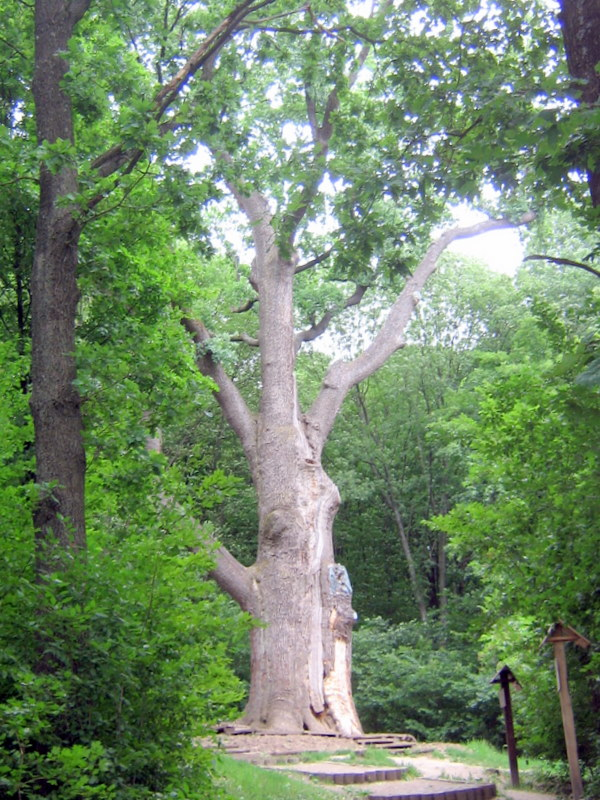
Дуб Максима Залізняка
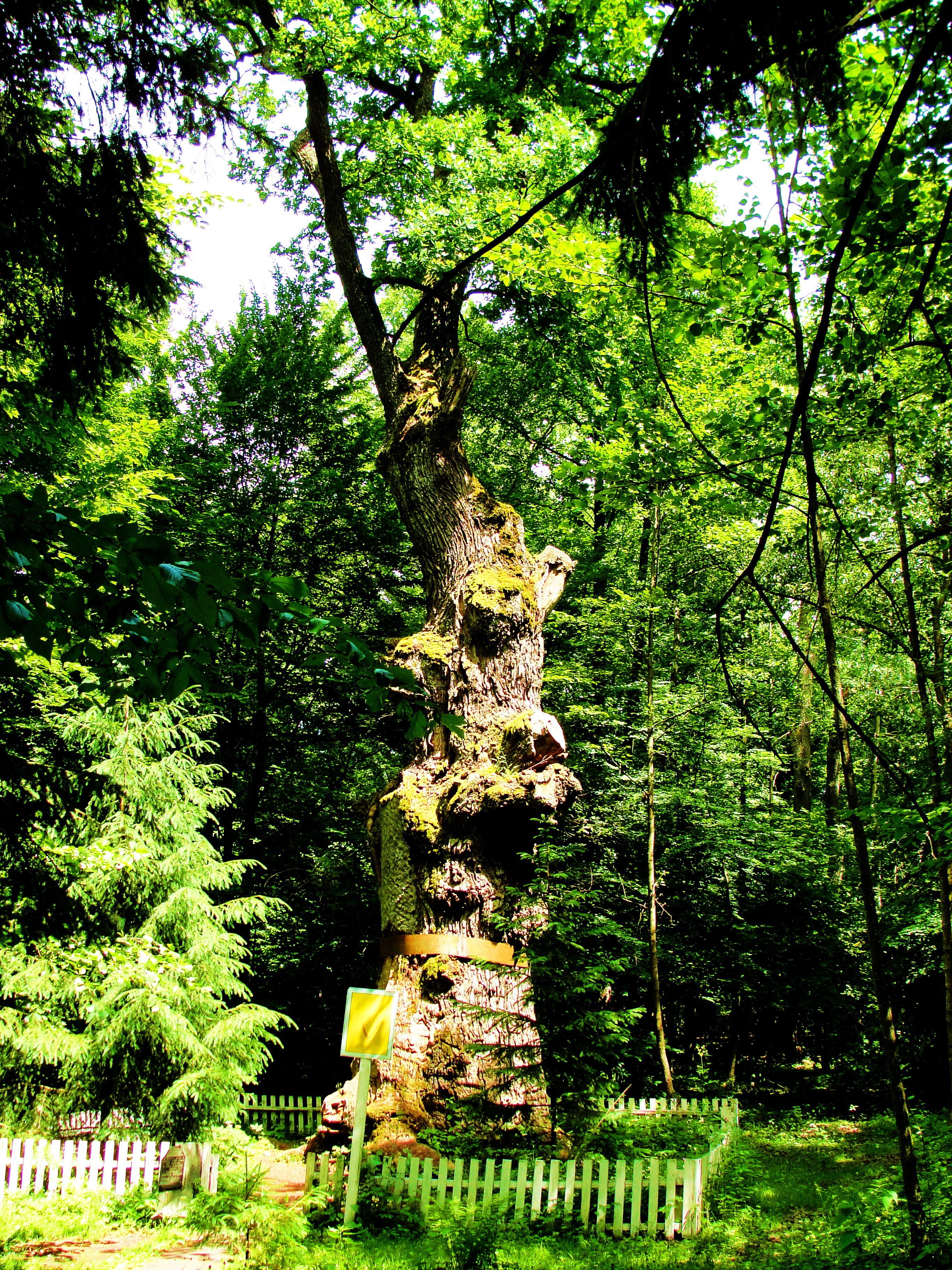
Юзефінський дуб